# Conus magus
Cône mage venimeux, Cône du magicien
Espèce
Statut de conservation UICN

 LC  : Préoccupation mineure
Conus magus ou Cône mage venimeux ou Cône du magicien est une espèce de mollusques gastéropode marin appartenant à la famille des Conidae, une espèce extrêmement venimeuse et mortelle pour l'homme. Il ne faut donc surtout pas toucher les spécimens vivants.

## Répartition
Océan Indien et Pacifique.

## Description
- Taille : 8 centimètres.

## Un venin mortel pour l'homme ...
Le venin enduit la dent radulaire en forme de harpon que le cône magnificus éjecte par son siphon pour paralyser et tuer sa proie. Ce venin est extrêmement toxique et mortel pour l'homme. La victime présente en quelques minutes une douleur vive au point que les piqûres provoquent un œdème souvent volumineux puis des paralysies des muscles squelettiques et respiratoire pouvant dans les cas les plus graves entraîner la mort très rapidement en moins de deux heures. Il faut emmener la victime en urgence à l'hôpital car il  faut une assistance respiratoire et ventilatoire avec intubation etc.

## ... mais aussi un puissant analgésique qui sauve des vies humaines.
L'analgésique Ziconotide est la synthèse d'une des conotoxines contenue dans le venin du Conus magus : cet antalgique est beaucoup plus puissant (certains écrivent 1 000 fois) que la morphine et n'a pas ses effets secondaires.

## Cônes venimeux (liste non exhaustive)
- Conus aulicus
- Conus auratus
- Conus consors
- Conus geographus (peut être mortel)
- Conus magnificus
- Conus magus
- Conus marmoreus
- Conus obscurus
- Conus pennaceus
- Conus striatus
- Conus textile
- Conus tulipa